# Jamesonia mathewsii
Jamesonia mathewsii là một loài dương xỉ trong họ Pteridaceae. Loài này được Hook. Christenh. mô tả khoa học đầu tiên năm 2011.